# Drottningens skyddshem
Drottningens skyddshem var en anstalt för kvinnor som låg på Högbergsgatan i Stockholm, grundad 1860. Hemmet grundades av Sofia av Nassau, och fick därmed namnet sedan Sofia år 1873 blivit drottning. Det stod öppet för kvinnor under 21 års ålder, ofta kvinnor som nyligen frigivits från fängelset, som kunde placeras där för att undervisas i Bibeln, moral och "kvinnliga slöjder" under normalt ett års tid, med syfte att på så sätt lättare anpassas ut i samhället. Hemmet lades ned år 1935 och verksamheten flyttades över till Bistaborg, i närheten av Bålsta.